# グロソット
グロソット（伊: Grosotto）は、イタリア共和国ロンバルディア州ソンドリオ県にある、人口約1,600人の基礎自治体（コムーネ）。

## 地理

### 位置・広がり
ソンドリオ県北東部に位置する。ティラーノから北東へ10km、ボルミオから南南西へ2km、県都ソンドリオから東北東へ32km、州都ミラノから北東へ123kmの距離にある。

#### 隣接コムーネ
隣接するコムーネは以下の通り。BSはブレシア県所属。CHはスイス領で、CH-GRはグラウビュンデン州所属を示す。
- Brusio (CH-GR)
- グロージオ
- マッツォ・ディ・ヴァルテッリーナ
- モンノ (BS)
- ポスキアーヴォ (CH-GR)
- ヴェルヴィオ

### 地勢・地形
- 河川：アッダ川

### 地震分類
イタリアの地震リスク階級 (it) では、3 に分類される
。

## 行政

### 山岳部共同体
広域行政組織である山岳部共同体「ヴァルテッリーナ・ディ・ティラーノ山岳部共同体」 (it:Comunità montana della Valtellina di Tirano) （事務所所在地: ティラーノ）を構成するコムーネの一つである。

### 分離集落
グロソットには、以下の分離集落（フラツィオーネ）がある。
Cà Modest, Piazza, Prada, Roncale, San Martino, San Sebastiano (contrade caratteristiche secondo lo Statuto comunale); Alpe Piana, Dovére, frazioni in alpeggio.